# Eclipse solar del 15 de enero de 2010
El 15 de enero de 2010 se produjo un eclipse solar anular con una magnitud 0,9190 y fue visto en Maldivas y África pasando por la India y China, siendo el primero de la década del 2010.

## Visibilidad
El viernes 15 de enero de 2010 un eclipse anular de sol fue visible desde dentro de una pista de 300 km de ancho que recorre la mitad de la Tierra.
El camino de la sombra de la Luna comenzó en África y pasó a través de Chad, República Centroafricana, República Democrática del Congo, Uganda, Kenia y Somalía.
Después de salir de África, el camino cruzó el Océano Índico, donde la duración máxima de anularidad llegó a 11 min 08 s. La ruta continuó en Asia a través de Bangladés, India, Birmania (Myanmar), y China. Un eclipse parcial incluyó el este de Europa, la mayor parte de África, Asia, e Indonesia.
Un eclipse solar anular ocurre cuando la Luna se encuentra cerca del apogeo y su diámetro angular es menor que el solar, de manera que en la fase máxima permanece visible un anillo del disco del Sol. Esto ocurre en la banda de anularidad; fuera de ella el eclipse es parcial.
Para que se produzca un eclipse solar la Luna ha de estar en o próxima a uno de sus nodos, y tener la misma longitud celeste que el Sol.
Cada año suceden sin falta dos eclipses de Sol, cerca de los nodos de la órbita lunar, si bien pueden suceder cuatro e incluso cinco eclipses.

## Galería de imágenes

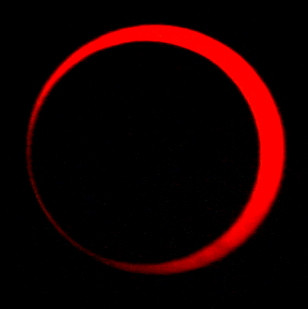
Bangui, República Centroafricana, 5:19 UTC
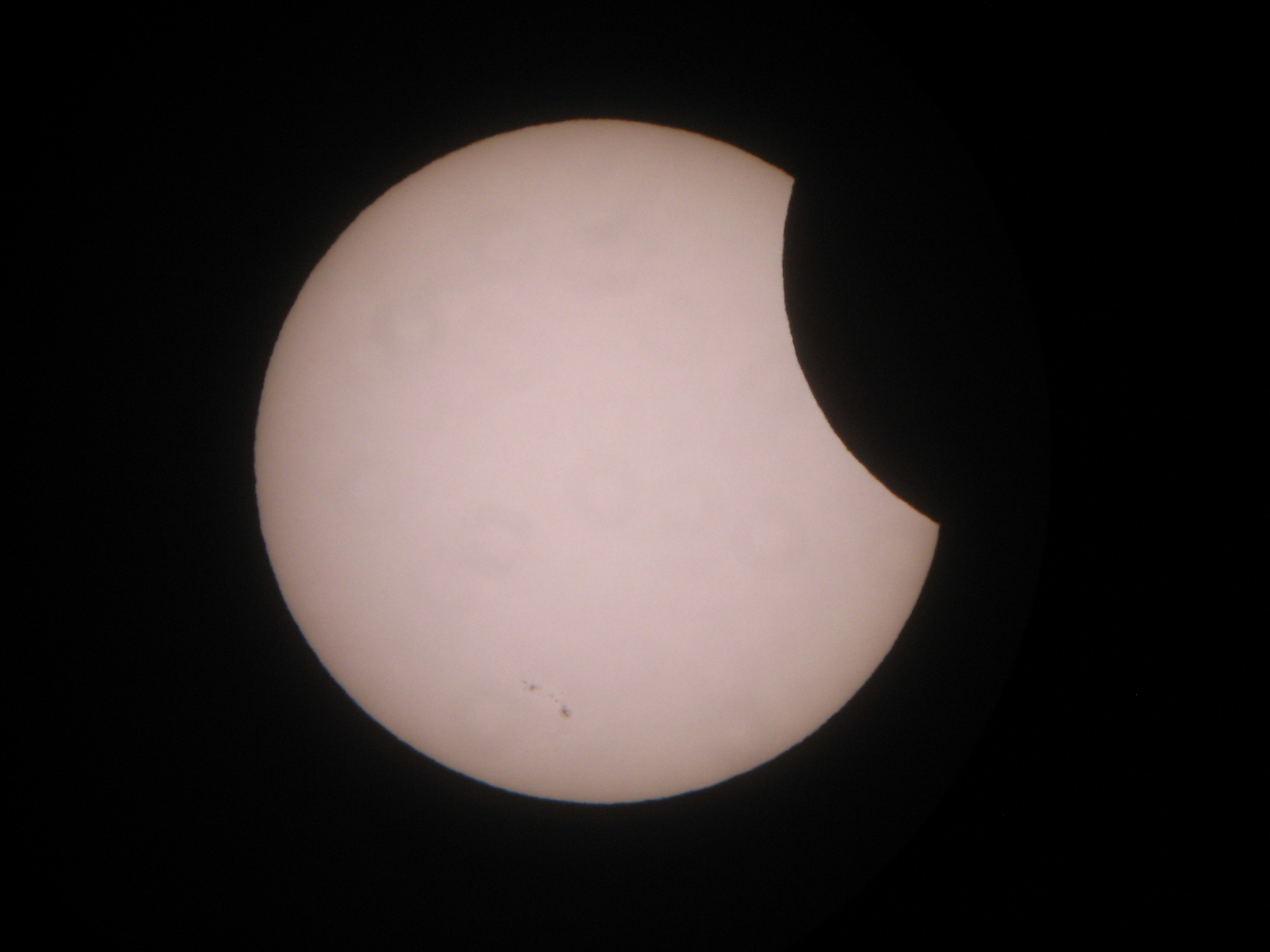
Degania, Israel, 5:41 UTC
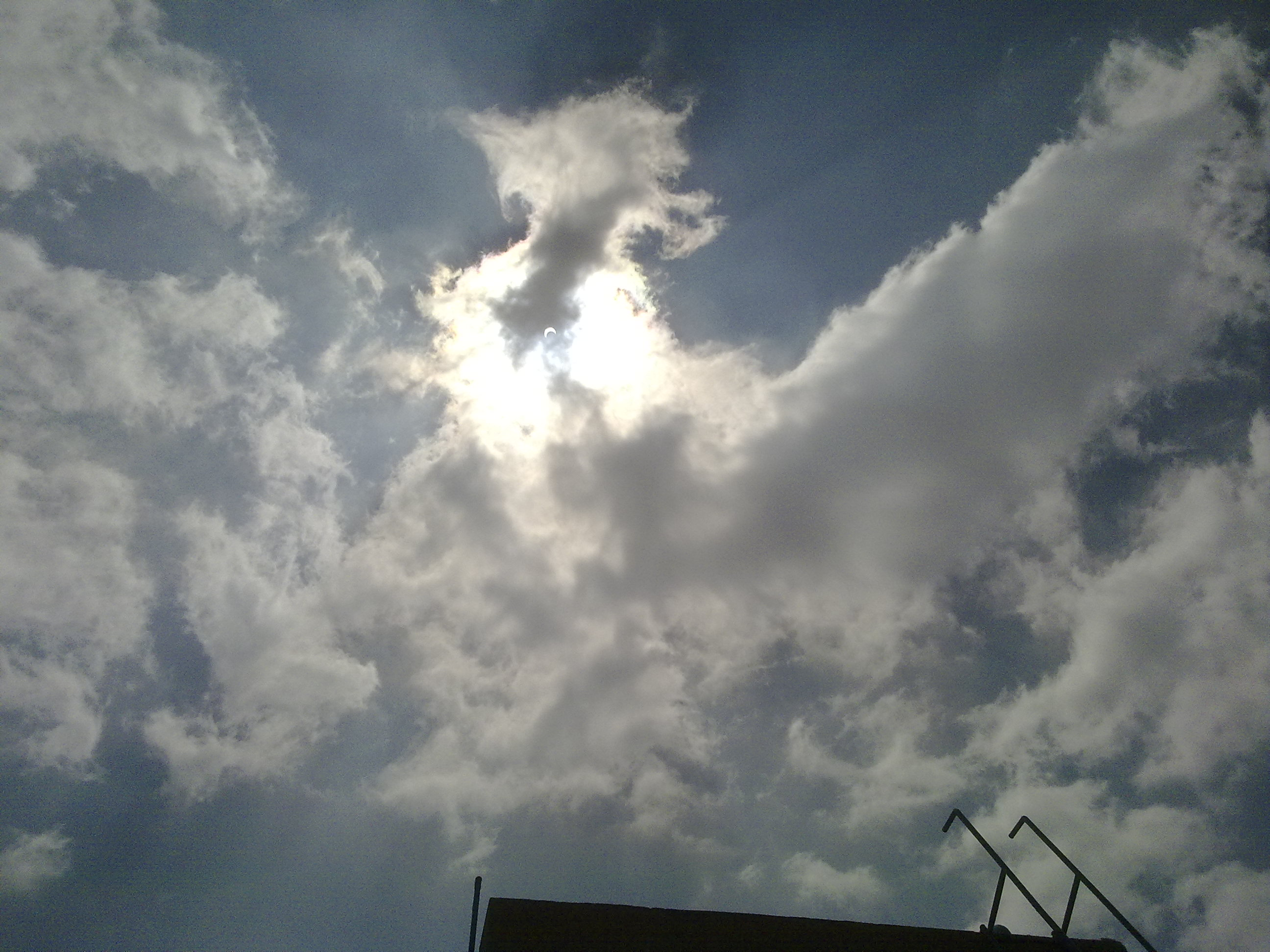
Bangalore, India, 7:20 UTC
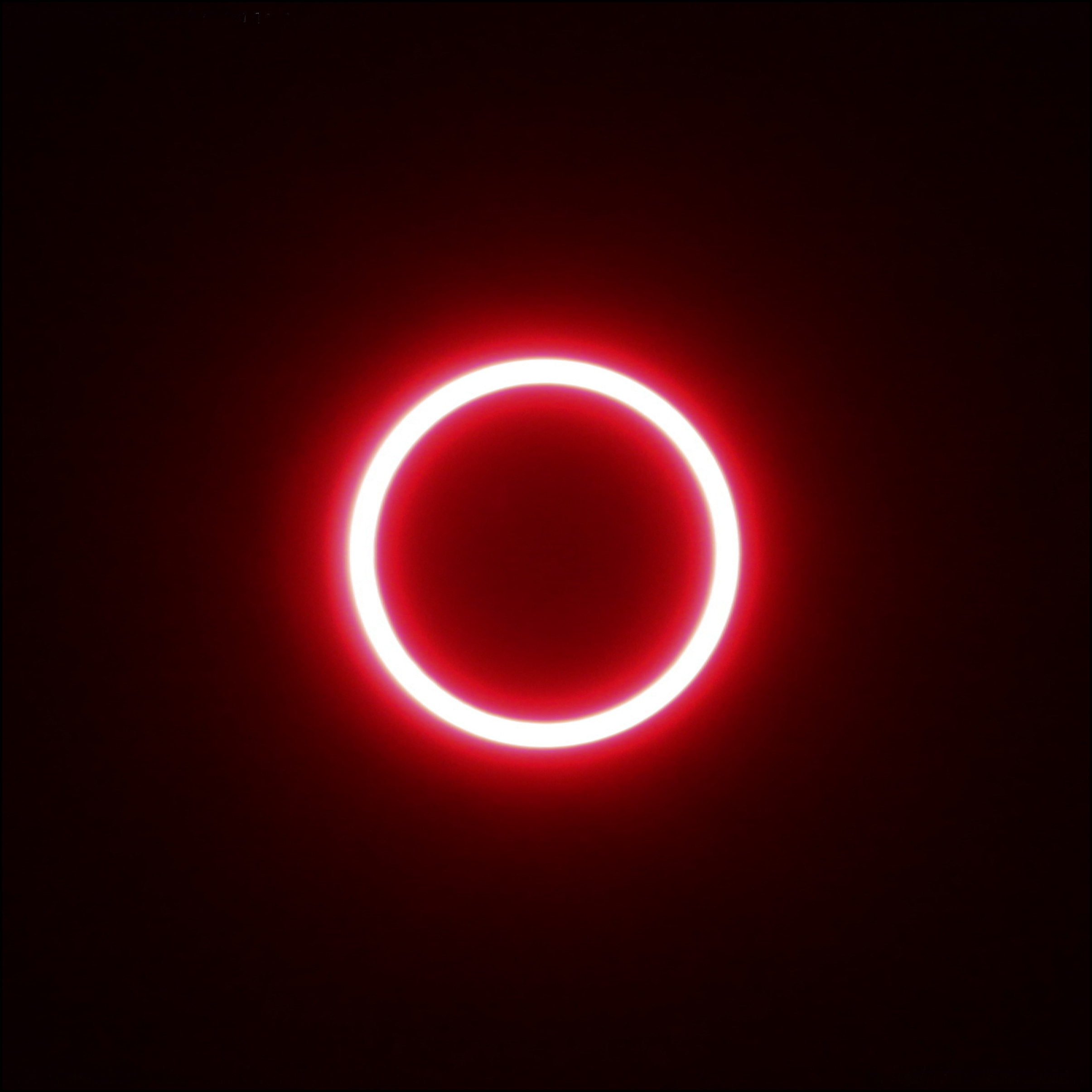
Jaffna, Sri Lanka, 7:56 UTC
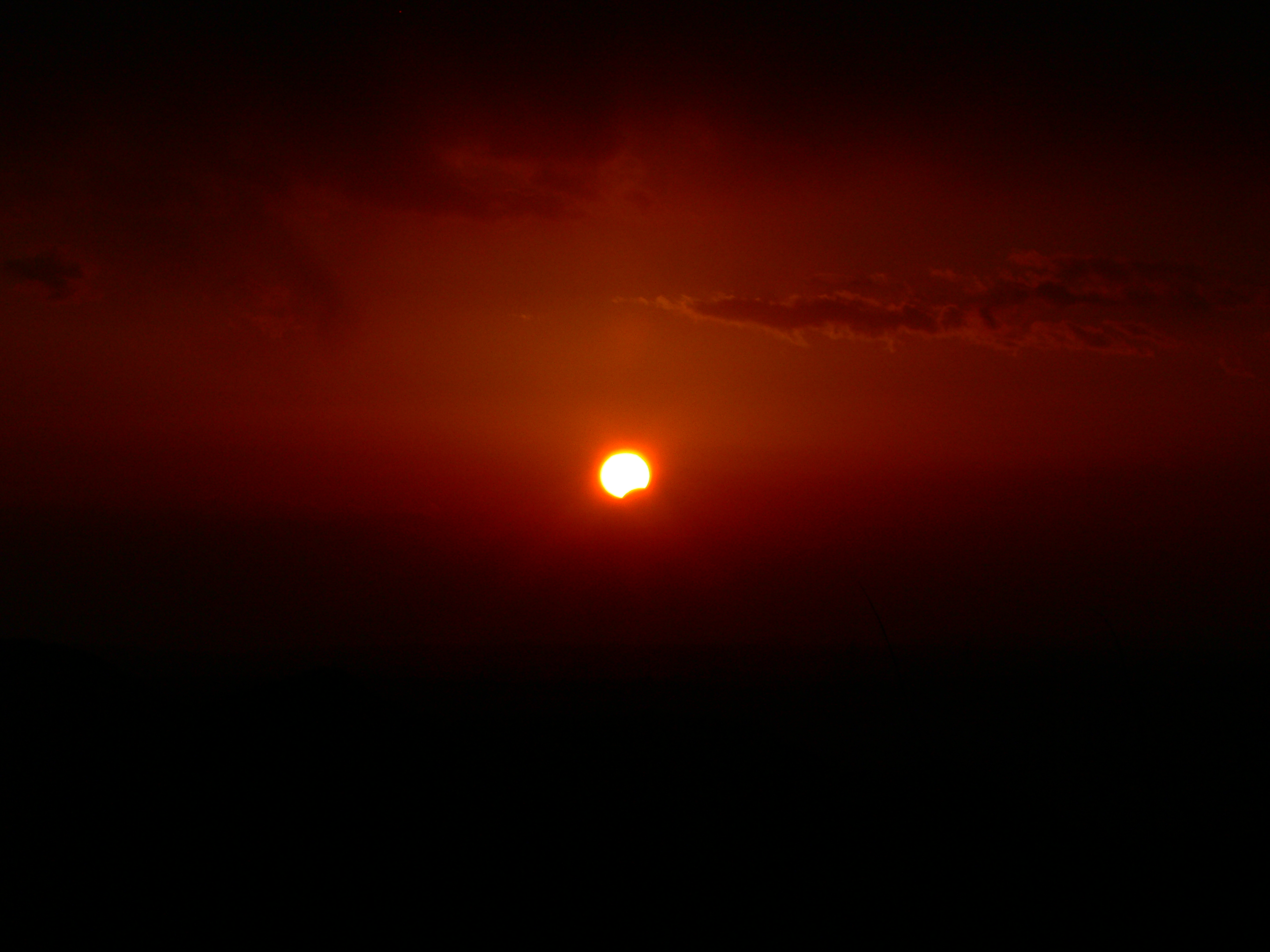
Sanda, Japón, 7:59 UTC
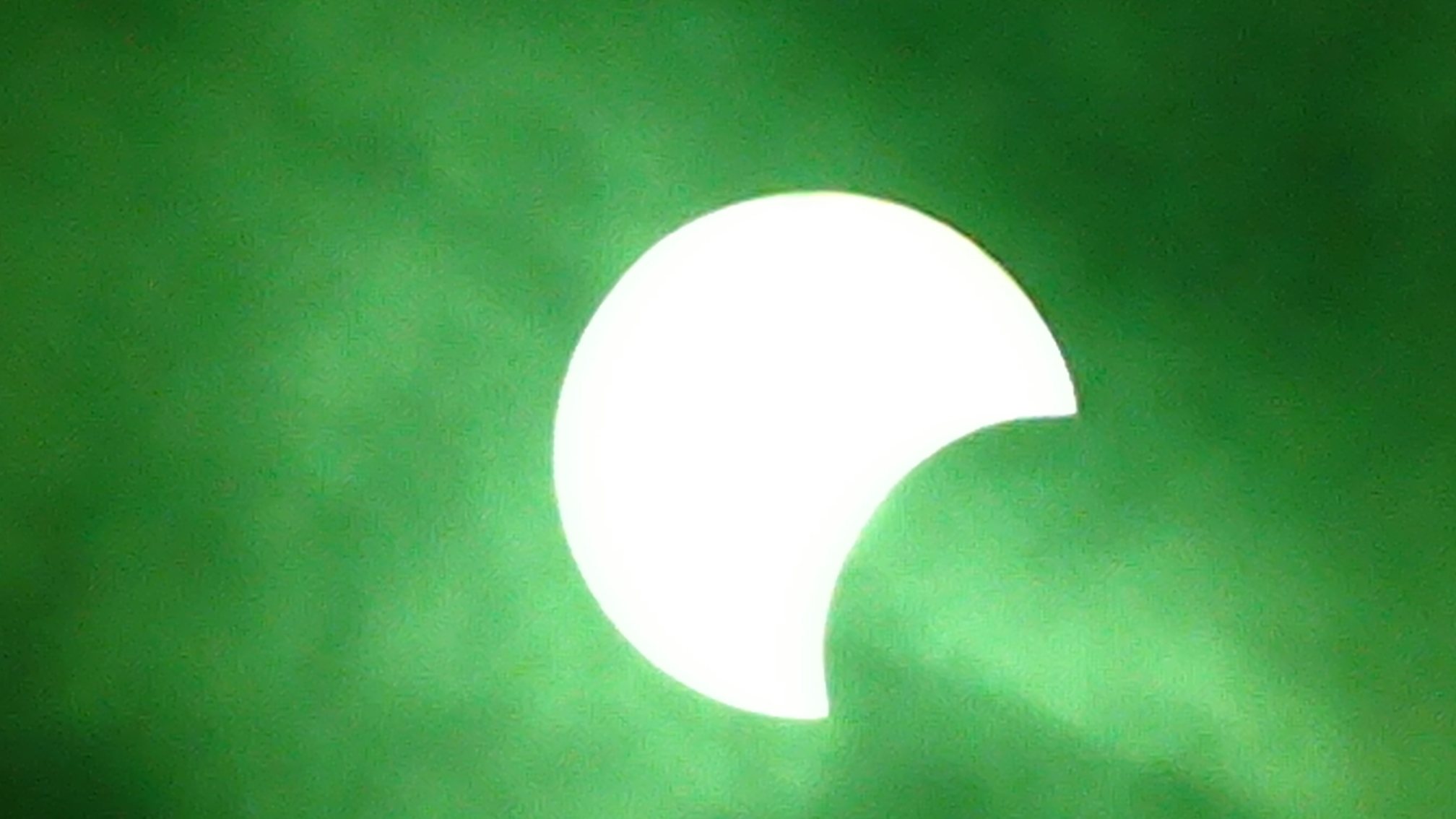
Bandar Jengka, Malasia, 8:05 UTC
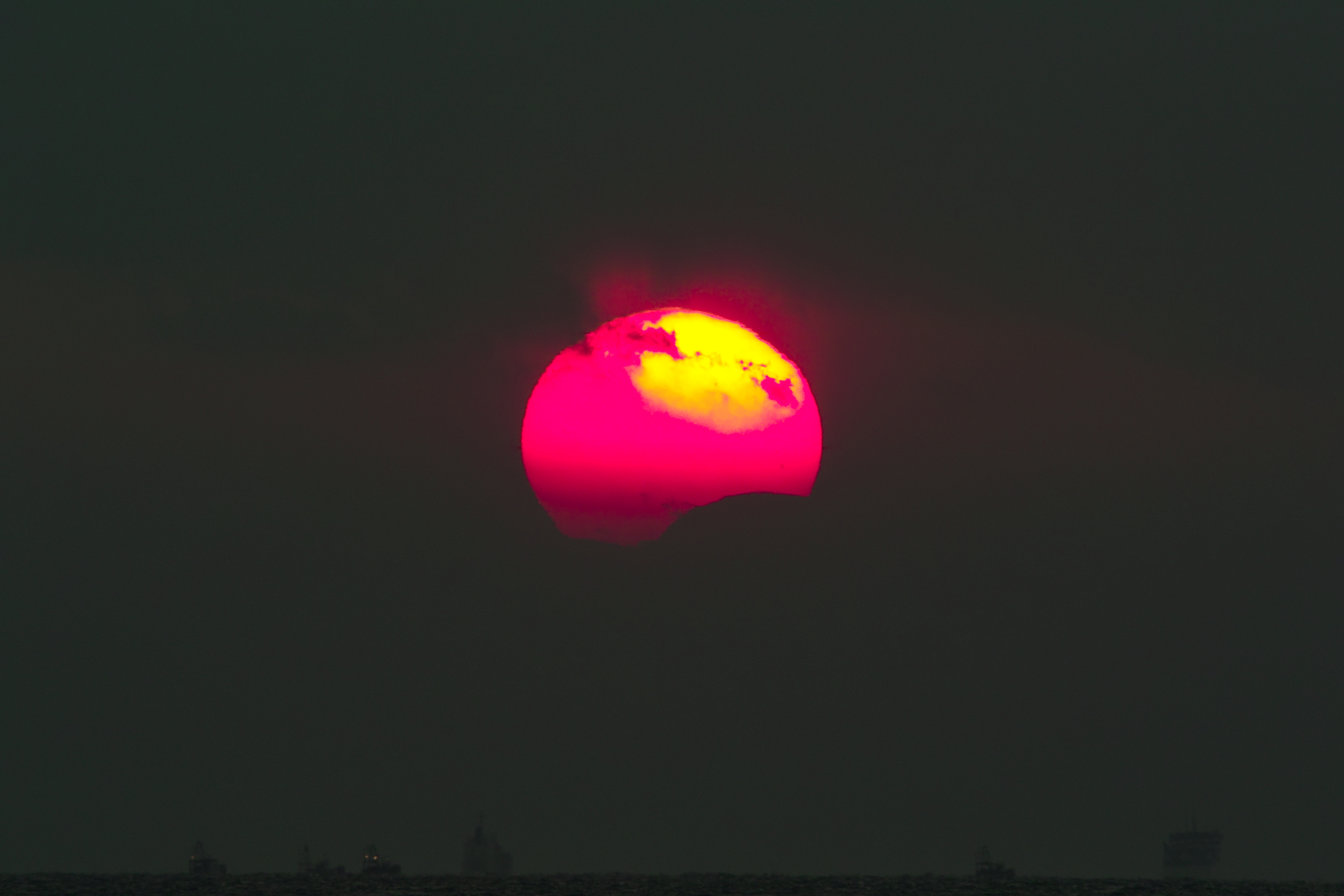
Akashi, Japón, 8:05 UTC
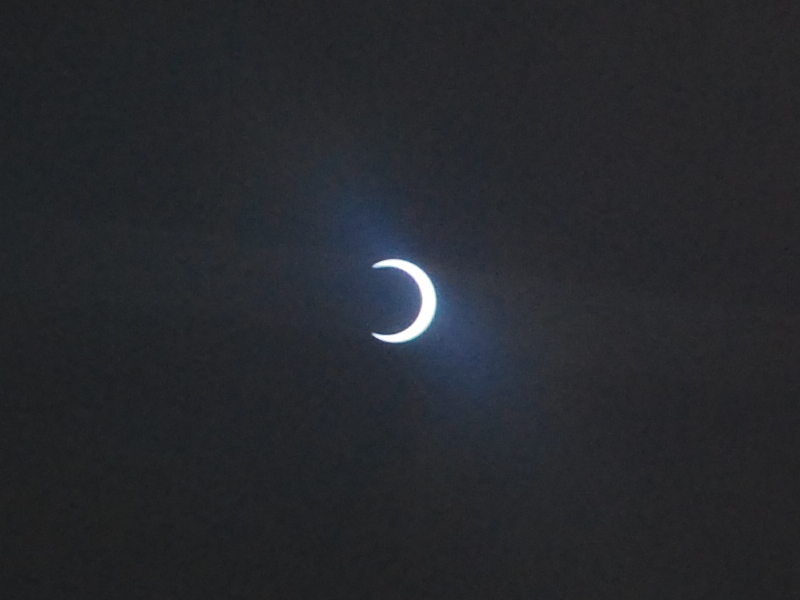
Chennai, India, 8:10 UTC
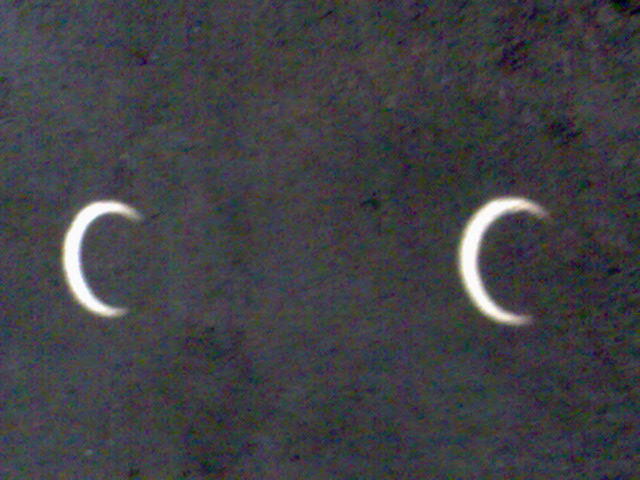
Reflejo del eclipse solar en Pallipalayam, India
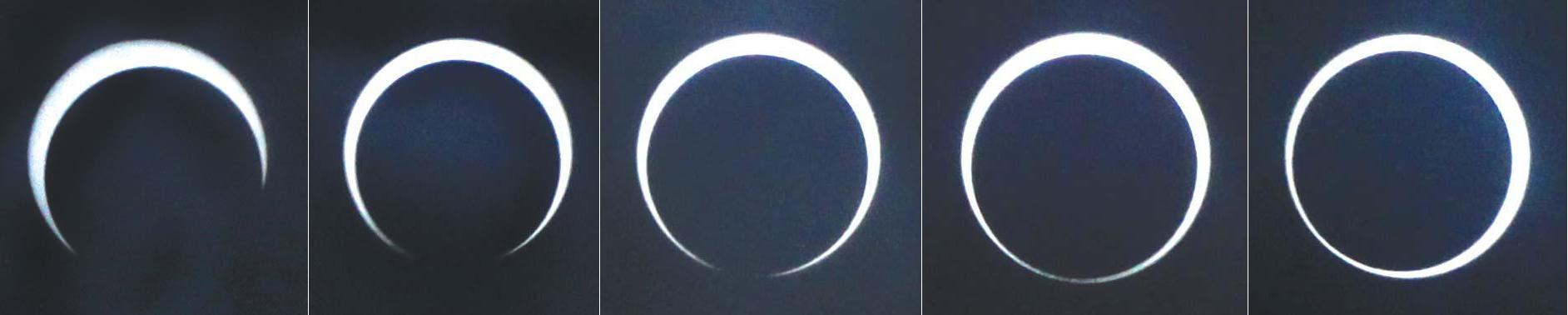
Etapas del eclipse anular de Thiruvananthapuram, India
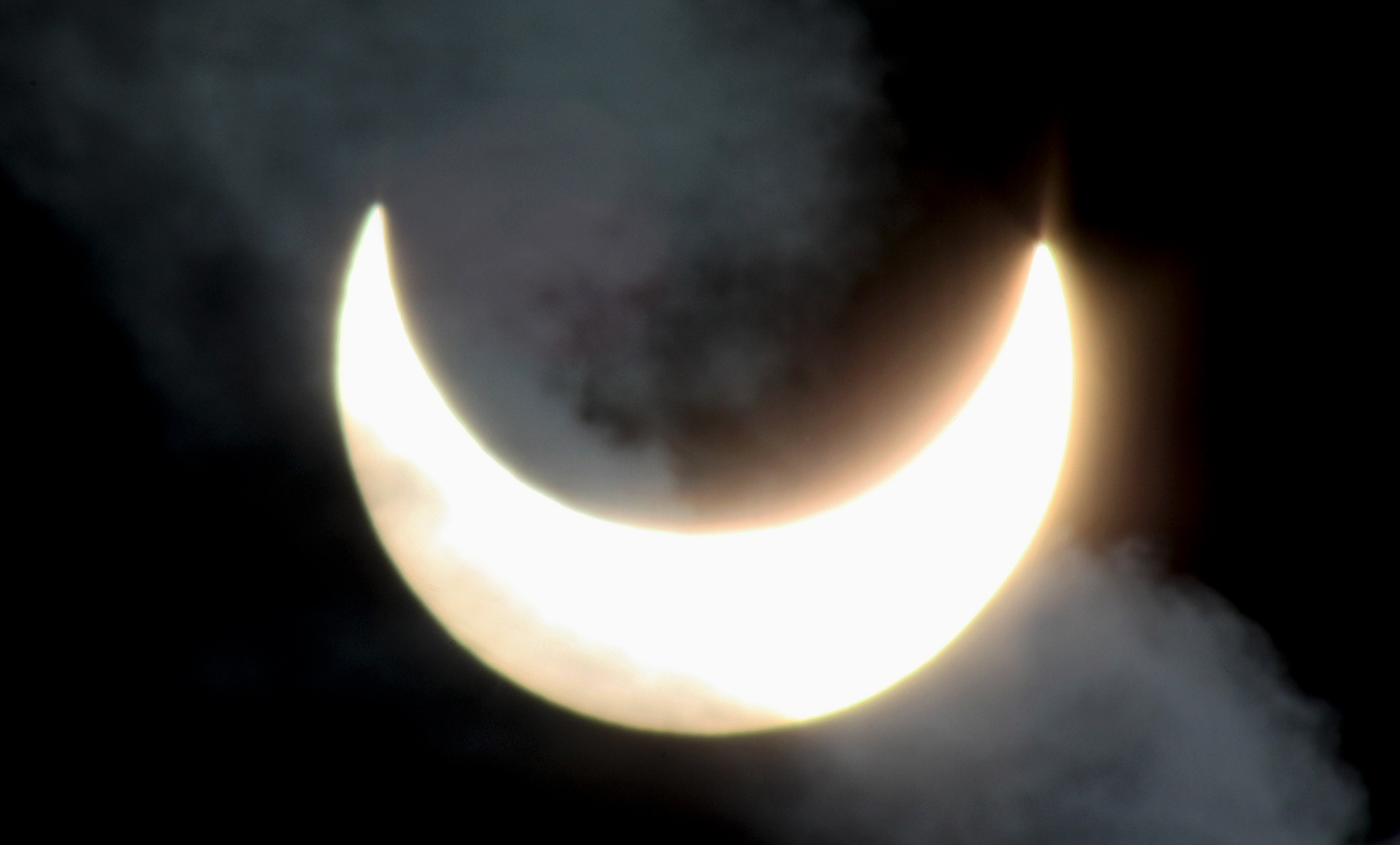
Batticaloa, Sri Lanka, 8:28 UTC
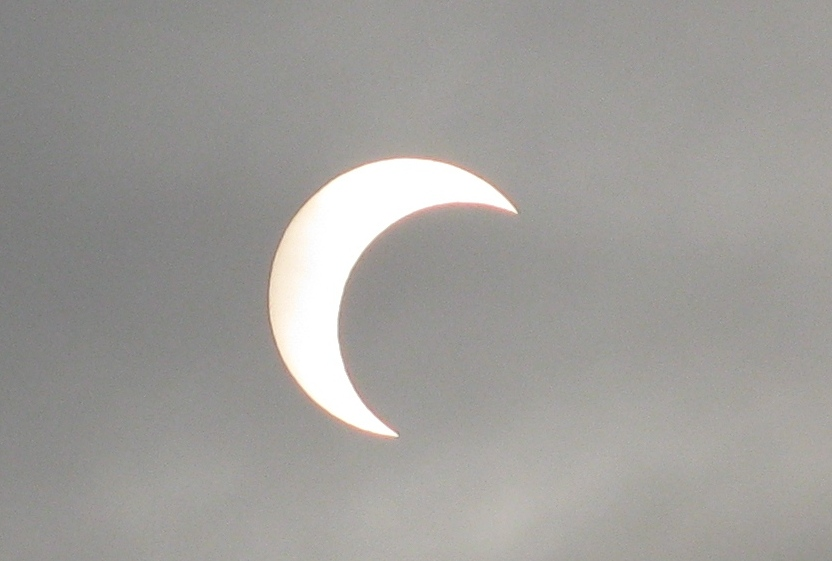
Hanói, Vietnam, 8:36 UTC
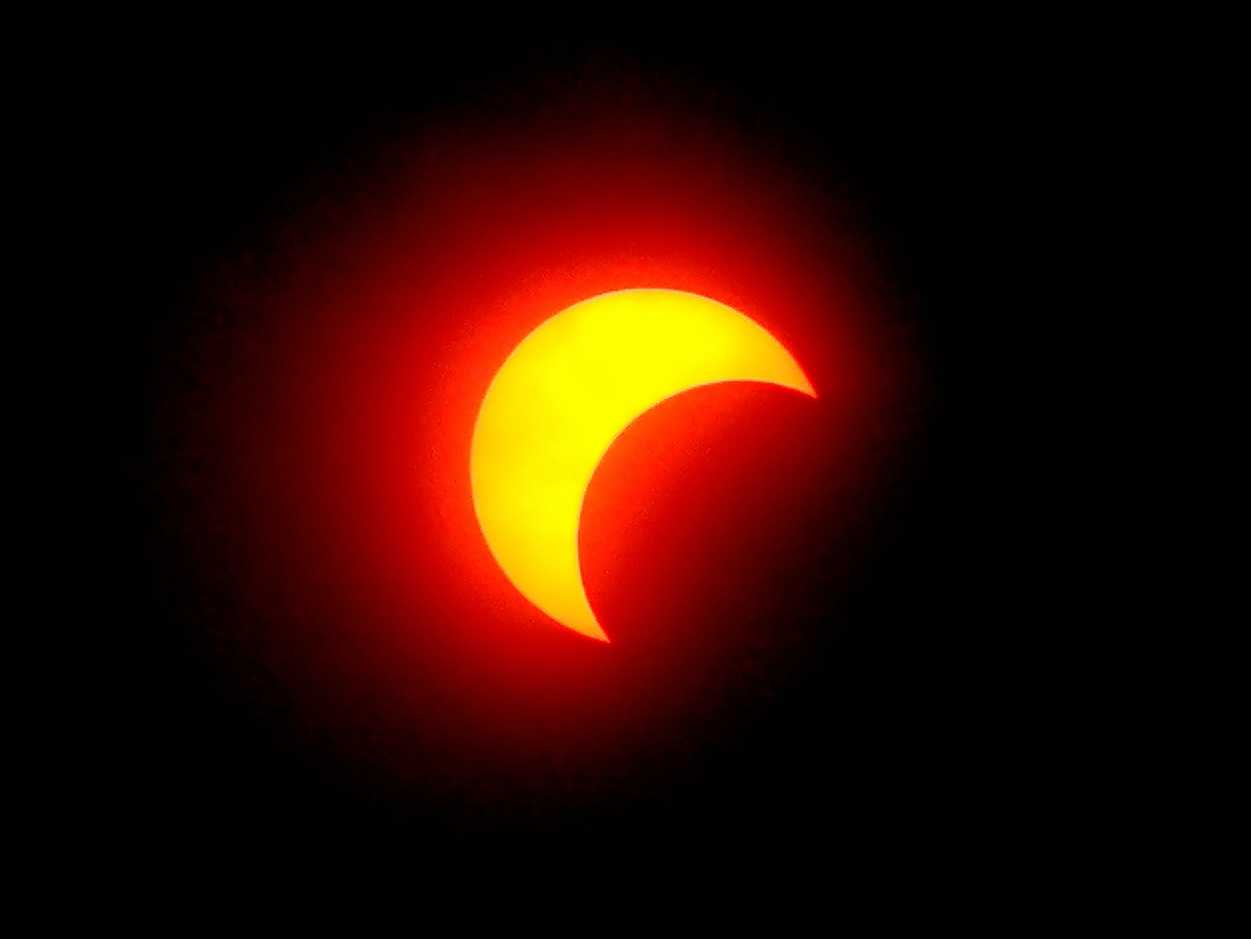
Central, Hong Kong, 8:40 UTC
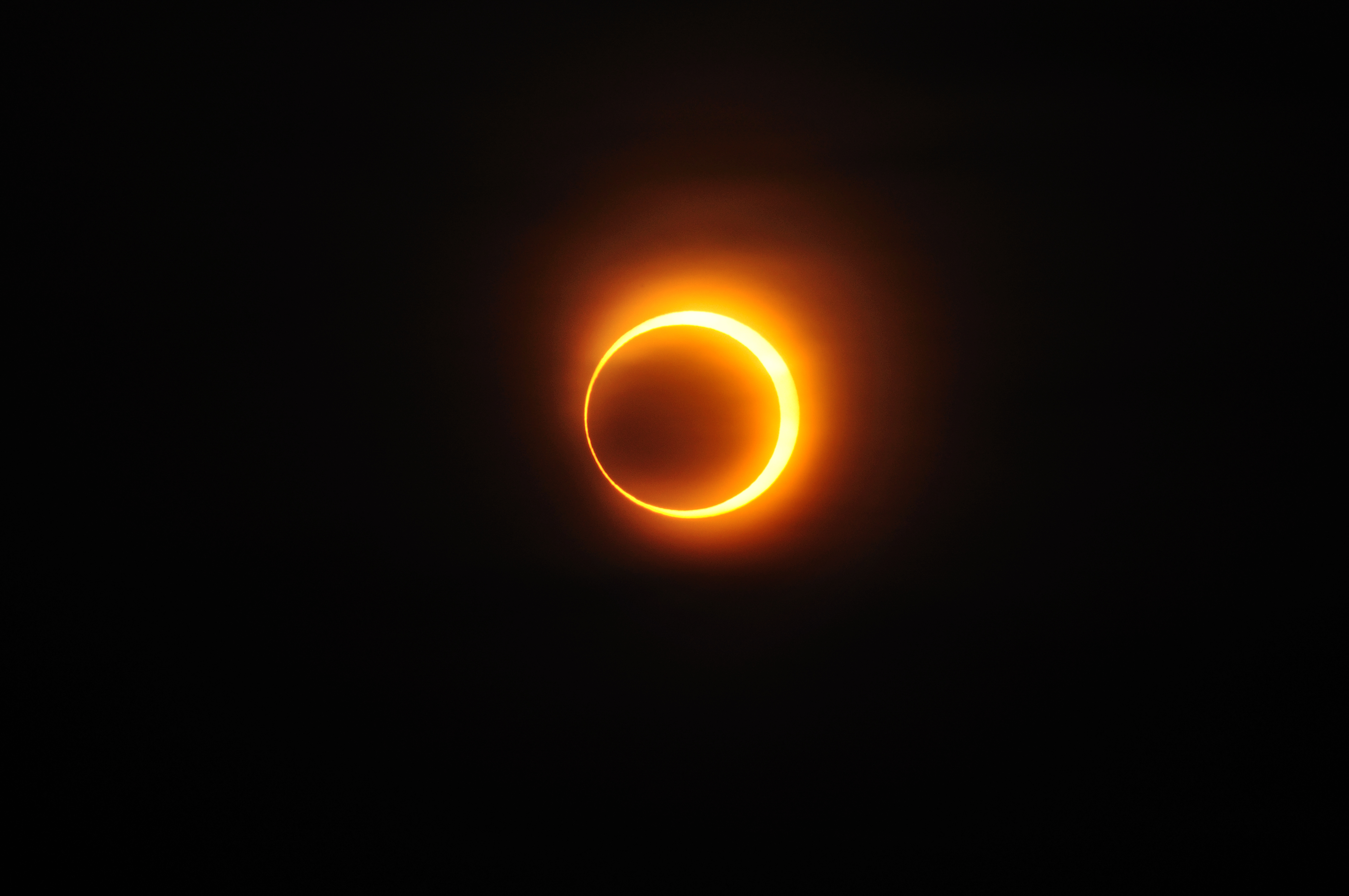
Jinan, República Popular China, 8:54 UTC
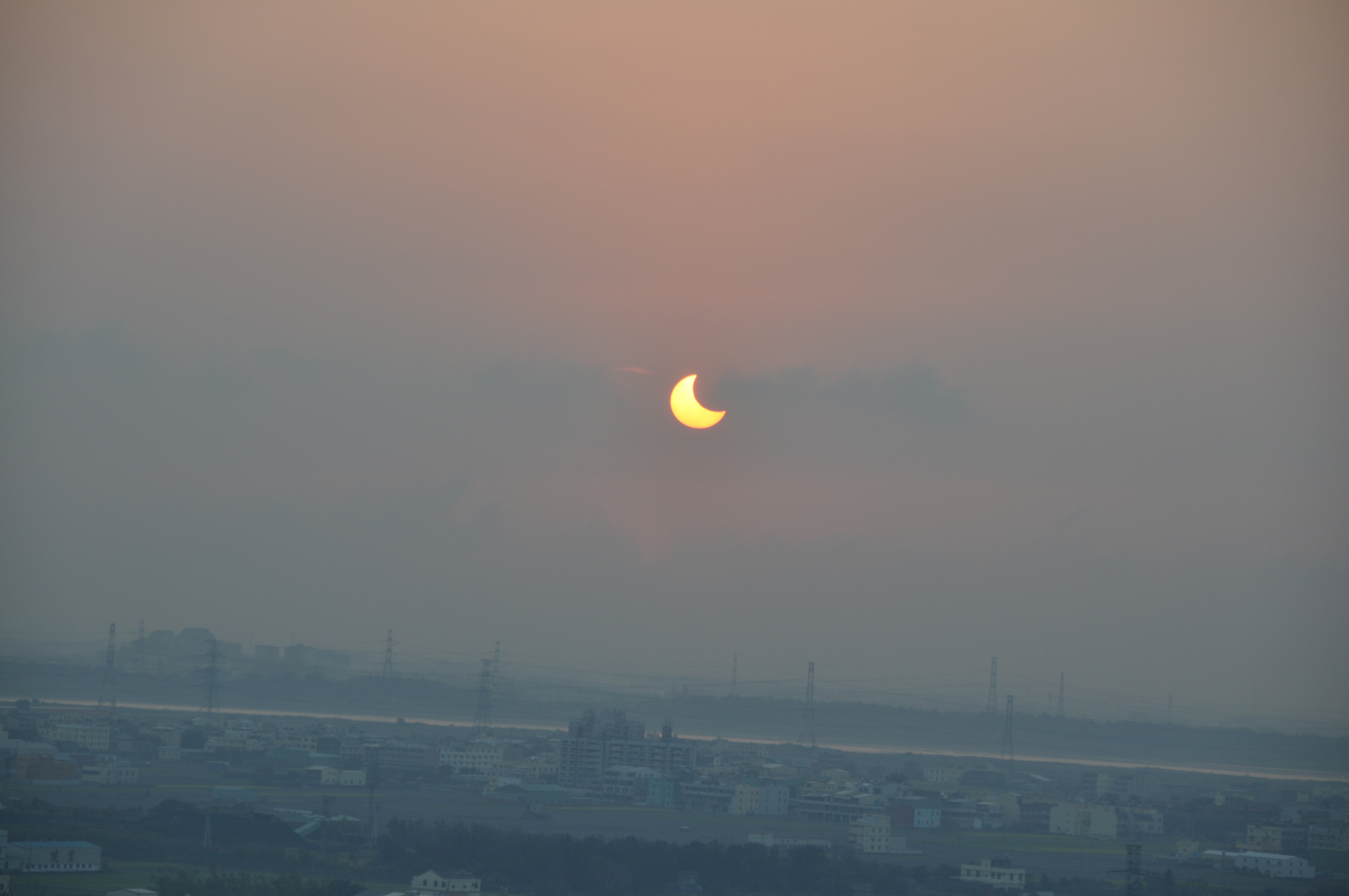
Taichung, Taiwán, 9:19 UTC